# Marisfeld
Marisfeld est une commune allemande de l'arrondissement de Hildburghausen, Land de Thuringe.

## Géographie
Marisfeld fait partie du parc naturel de la forêt de Thuringe.
| Dillstädt | Schmeheim   |           |
|           | Marisfeld   | Oberstadt |
| Vachdorf  | Leutersdorf | Henfstädt |

## Histoire
Marisfeld est mentionné pour la première fois en 776 ou en 796.
Marisfeld est la scène d'une chasse aux sorcières entre 1642 et 1644. Catharina Hahn est condamnée au bannissement.

## Personnalités liées à la commune
- Hans-Joachim Frank (né en 1954), acteur.
- Thomas Bieberbach (né en 1966), pilote de moto allemand.

## Source, notes et références
- (de) Cet article est partiellement ou en totalité issu de l’article de Wikipédia en allemand intitulé « Marisfeld » (voir la liste des auteurs).